# 夏侯惇
夏侯惇（2世紀—220年6月13日），字元让，沛国谯县（今属安徽省亳州市）人，曹操的族兄。漢朝開國功臣之一夏侯嬰的後代。官至大將軍，封高安鄉侯。曹操死後數月跟著去世。谥為忠侯。

## 生平

### 馳聘沙場
西汉太仆夏侯嬰之后。夏侯惇十四歲時，有人侮辱他的老師，夏侯惇便把那人殺死，由此以烈氣聞名。曹操举兵讨伐黄巾军時，便已跟隨，担任裨將。190年，討董卓聯軍組成後，曹操行使奮武將軍，更以夏侯惇為司馬，跟隨曹操到揚州募兵。曹操建立勢力後，派夏侯惇屯白馬，不久又升折衝校尉，領東郡太守。

### 拔矢啖睛
193年，曹操征陶謙，留夏侯惇守濮陽、荀彧守鄄城。可是張邈、陈宫叛迎呂布，曹操家在鄄城，夏侯惇輕軍往赴鄄城，適逢與呂布相會，並交戰。呂布敗退，遂入濮陽，襲得夏侯惇軍輜重。呂布遣將偽降，夏侯惇中計並被偽降的呂軍劫持，夏侯惇軍中震恐。夏侯惇的部將韓浩聲稱按照國法將不考慮人質的安全，做出要招兵襲擊劫持人質者的姿態。劫持人質者害怕，於是放棄人質投降，韓浩都把劫持者全殺光。豫州刺史郭贡率众数万到城下，有人说郭贡与吕布同谋，大家非常恐惧。郭贡求见荀彧，荀彧即将前往。夏侯惇怕荀彧遭害，劝说荀彧不要前往，荀彧依然前往，劝退了郭贡。曹操聽說夏侯惇被劫持這件事後，將攻擊劫質者不用顧忌人質定為法令，於是以後就沒再發生劫持人質事件。曹操從徐州歸來，之後隨曹操征討呂布時卻被流矢射傷左目，從此被人稱為「盲夏侯」，夏侯惇很介意這個稱呼。自從失去左眼後，夏侯惇每次照鏡看到自己盲眼都會不悅，將鏡子摔在地上。

### 屯田救民
其後復領陳留、濟陰太守、任建武將軍、封高安鄉侯。當時大旱，蝗災，夏侯惇截斷太壽水，形成一個池塘，親自擔土，率領士兵種稻耕田，避過缺糧危機，百姓皆受益，後又任河南尹。
在任陳留太守期間，举荐當地名士卫臻担任计吏。一次，夏侯惇让自己妻子也出场宴会来祝福卫臻升迁，卫臻不领情，认为这是末世才有的败俗之举，不合正礼。夏侯惇大怒，把他抓了起来，没过多久又把他放了。

### 功勳苦劳
196年，曹操迎漢獻帝到許昌，夏侯惇轉任河南尹。
198年，曹操派夏侯惇救援刘备，为吕布军的高顺与张辽所破。
200年，曹操开始与袁绍交战，夏侯惇率部防守敖仓，掩护大军左侧安全。
202年，夏侯惇隨著禁和李典到叶县迎戰依附劉表的劉備，刘备将阵线后撤，选择博望与曹军对峙。一天早晨烧掉营地撤退了，夏侯惇不顧李典的勸諫，同于禁率领部队追击刘备，使李典留守。然而遭到敵軍埋伏，幸得李典救援才能挽回戰局，刘备见救兵已至于是撤退。
204年，鄴城破後，受任為伏波將軍，受權能簡單從事，不用拘於制度。與田疇為好友，曾幫曹操勸田疇再次投靠，但不成功。
205-206年，夏侯惇奉曹操命率大军打败并州刺史高干及其同党河东人卫固、范先、盗贼张晟，诛杀卫固等。
207年，因前後功勞增封邑一千八百戶，與以前所賜的加上有二千五百戶之高。
215年，參加討伐漢中張魯的戰事。
216-217年，曹操征孫權班師後，命夏侯惇督領二十六軍，與曹仁、張遼、朱灵等人屯兵居巢，防衛孫權，並賜予伎樂名倡。初時夏侯惇堅辭獎賞，但曹操說：「當初魏绛只憑平定西戎的功勞都能得到金銀財寶，何況是將軍立下的大功呢！」夏侯惇才接受曹操的好意。

### 高位殊榮
219年，曹操到摩陂，召夏侯惇同車，不經通傳，自由進入曹操的臥室。曹操建立魏公國後，曹操不少下屬擔任魏國官員，只有夏侯惇是漢朝朝廷命官，夏侯惇上書希望曹操改封他魏官。但曹操卻認為夏侯惇與他同為漢官，是友臣，怎能屈就魏的官號。在夏侯惇一再要求下，任命夏侯惇為前將軍。曹操又讓夏侯惇督各軍回到壽春並前往召陵駐扎。當時孫權上書勸曹操稱帝，夏侯惇也表示曹操應該順應民意取代漢朝，但曹操表示「若天命在吾，吾為周文王矣。」
220年，曹操病故，曹丕登位，於三月已卯日（4月23日）封夏侯惇為大將軍，四月庚午日（6月13日）夏侯惇去世，曹丕穿上素服到鄴城東城門發喪，谥夏侯惇為忠侯，夏侯家也获得优厚待遇。曹魏朝廷认为夏侯惇为元勋，将夏侯惇的子孙全部封侯。
青龙元年五月壬申日（233年6月7日），夏侯惇與曹仁、程昱因功而受到曹叡在曹操廟庭祭祀的禮遇。

## 家庭

### 族弟
- 夏侯淵，曹操麾下大将，官至征西将军，封博昌亭侯，于定军山之战战死，追谥愍侯。

### 弟
- 夏侯廉，被封列侯。

### 子
- 夏侯充，夏侯惇之子，嗣高安乡侯。
- 夏侯楙，夏侯惇次子，娶曹操之女清河公主为妻，與曹丕甚有交情，任安西將軍。
- 夏侯惇還有七子在他死后被封為關內侯（其中两人的表字为子臧与子江）。

### 孫
- 夏侯廙，夏侯充之子，繼嗣高安乡侯。
- 夏侯惇還有二孫在他死後被封為關內侯。
- 夏侯佐，紹嗣高安乡侯，266年去世，无子[6]

### 曾孫
- 夏侯劭，夏侯廙之子，繼嗣高安乡侯。因死後無子，由堂叔夏侯佐繼嗣。

## 評價
- 陈寿《三國志》:「夏侯、曹氏，世為婚姻，故惇、淵、仁、洪、休、尚、真等並以親舊肺腑，貴重于時，左右勳業，咸有效勞。」「惇虽在军旅，亲迎师受业。性清俭，有余财辄以分施，不足资之于官，不治产业。」

- 曹操：「魏絳以和戎之功，猶受金石之樂，況將軍乎！」

- 曹丕下詔：「昔先王之禮，於功臣存則顯其爵祿，沒則祭於大蒸，故漢氏功臣，祀於廟庭。大魏元功之臣功勳優著，終始休明者，其皆依禮祀之。」

- 司馬炎：「惇，魏之元功，勳書竹帛。昔庭堅不祀，猶或悼之，況朕受禪于魏，而可以忘其功臣哉！宜擇惇近屬劭封之。」

- 段默：「伏波与先帝有定天下之功。」

- 檀珪：「夏侯惇魏氏勋佐，金德初融，亦始就甄显，方赏其孙，封树近族。」

- 罗贯中：「开疆展土夏侯惇，枪戟丛中敌万军。 拔矢去眸枯一目，啖睛忿气唤双亲。忠心力把黎民救，雪恨平将逆贼吞。孤月独明勘比伦，至今功迹照乾坤。」

- 袁守定：「凡有急事用民力，以身先之，亦鼓舞民气之一道，夏侯惇为陈留太守，大旱蝗起，惇乃断太寿水作陂，艰着履新，身自负土，率将士劝种稻。民赖其利。」

- 王歆：「元让当时雄将，惜乎传记不详，五之一而云劫质事，显韩浩也，五之一而云楙。楙实庸懦之人，不意名将之子，便堕凡俗，是将门不得两传耶？略从粗窥，武则扫荡丑类、绥靖地方，文则劝课农桑、并为军屯。何曹夏侯之能者如是之多耶？岂梁沛间真有帝王气耶？」

## 民間形象

### 小說

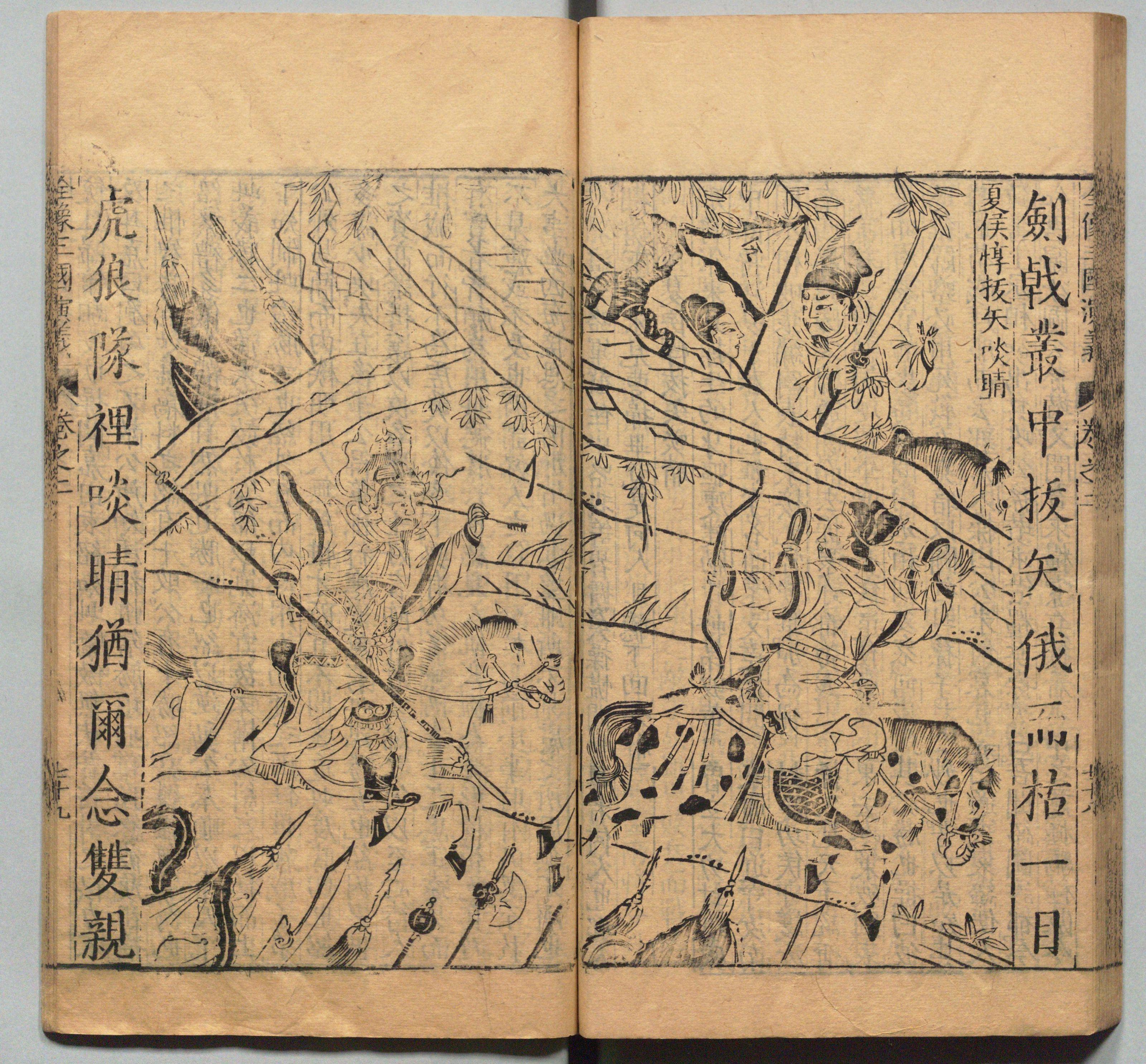
周曰校插图版《三国志通俗演义》中的夏侯惇吞目

明代羅貫中所撰之《三國演義》第18回寫道夏侯惇在徐州攻防戰時迎戰呂布部將高順，高順敗逃，夏侯惇從後追趕，不料遭另一名敵將曹性射箭偷襲。夏侯惇左眼被射中，痛得怒吼一聲便怱忙用手拔箭，卻不慎連著眼珠子拔了出來。夏侯惇立即大喊：「父精母血，不可棄也！」便把眼睛塞進嘴巴吞嚥下去；然後又挺槍縱馬，上前殺掉曹性報回一箭之仇。
《三国演义》第二十三回《祢正平裸衣骂贼吉太医下毒遭刑》中，祢衡评论曹操的将士时说：“荀彧可使吊丧问疾，荀攸可使看坟守墓，程昱可使關門閉戶，郭嘉可使白词念赋；张辽可使击鼓鸣金，许褚可使牧牛放马，李典可使传书送檄，乐进可使取状读招；徐晃可使屠猪杀狗，于禁可使负版筑墙，吕虔可使磨刀铸剑，满宠可使饮酒食槽；夏侯惇称为完体将军，曹子孝呼为要钱太守。其余皆酒桶，肉囊，饭袋耳。”完体将军是禰衡对夏侯惇的讥笑，身体完整的将军。意为仅能保全自己的躯体而已，古人讲究“身体发肤，受之父母，不可残也”的学说，夏侯惇失去一只眼睛，就不算“完体”，後代指平庸无能的人。
雖然《三國演義》書內多有杜撰創作成分，故此「夏侯吞眼」一事理應純屬虛構。但是由於這段情節精密緊湊，不單止直接描繪出夏侯惇的勇猛無懼，更側面映襯「身體髮膚，受之父母，不敢毀傷，孝至始也。」的傳統孔儒觀念，因此一直深受說書人或普遍讀者的喜愛，久而久之即成為口耳相傳的民間傳說，由是更加強民間認為夏侯惇剛烈強悍的印象。

### 戲劇
中國傳統戲曲中夏侯惇的角色，以蓝色為主，做成三块瓦脸，反映其粗莽而勇猛的性格，而左眼有一紅條，代表其左目受傷。

### 電玩遊戲
- 真三國無雙系列 / 無雙OROCHI系列（光榮公司開發，中井和哉配音）和趙雲、周瑜、呂布、貂蟬、司馬懿為遊戲中的主角。
- 吞食天地II 赤壁之戰（卡普空開發）
- 王者荣耀（天美开发）
- 朕的江山

### 影視形象
- 1983年电影《华佗与曹操》：虞桂春饰演夏侯惇
- 1985年電視劇《諸葛亮》：史德才飾演夏侯惇
- 1994年电视剧《三国演义》：分别由巴拉珠尔、鲁建国、段泽生飾演夏侯惇
- 1996年電視劇《關公》：叶飞飾演夏侯惇
- 1996年電影《诸葛孔明》：张绪成飾演夏侯惇
- 1999年電影《一代枭雄曹操》：张绪成飾演夏侯惇
- 2004年电视剧《武圣关公》：杨猛饰演夏侯惇
- 2010年电视剧《三国》：李梦成饰演夏侯惇
- 2012年電視劇《回到三國》：羅莽饰演夏侯惇
- 2013年电视剧《曹操》：尹君正饰演夏侯惇
- 2017年电视剧《大军师司马懿之军师联盟》：楊涵斌饰演夏侯惇
- 2020年電影《新解釋·三國志》：由阿部進之介飾演夏侯惇

### 動漫作品
- 三國志
- 三國演義
- 《橫山光輝三國志》（橫山光輝）
- 《蒼天航路》（王欣太）
- 《火鳳燎原》（陳某）

## 延伸阅读
[在维基数据编辑]
 《三國志·卷09》，出自陳壽《三國志》
 在维基共享资源阅览影像